# Fernmeldeturm Großer Feldberg
Der Fernmeldeturm Großer Feldberg ist Teil der Sendeanlagen auf dem Großen Feldberg und einer der ältesten Fernsehtürme in der Geschichte des Fernsehens in Deutschland. Er befindet sich im Hochtaunus auf dem Großen Feldberg (879 m ü. NHN), der zum Gemeindegebiet von Schmitten im Taunus (Hochtaunuskreis) gehört. Weiterhin befindet sich am Eingangsbereich des Fernmeldeturms ein Triangulationspunkt.

## Geschichte

### Bau
Für ihren neuen Fernseh-Rundfunksender errichtete die Reichspost neben dem (alten) Aussichtsturm ab Februar 1937 einen 53 m hohen Fernsehturm mit Nebengebäuden. Der Rohbau wurde im Oktober 1937 fertiggestellt und nach der Installation der Tonsender wurde das Bauwerk 1939 fertig gestellt. Der Turm hatte insgesamt 16 Stockwerke. Der 21,2 m hohe, fünfstöckige Sockel bestand aus Stahlbeton. Darauf war, wie bei dem im Jahr zuvor gebauten Fernsehturm auf dem Brocken im Harz, eine Holzkonstruktion gesetzt, in der sich die Antennen befanden, die so vor Witterungseinflüssen geschützt waren. Der vorgesehene Bildsender wurde nach Kriegsbeginn nicht installiert.

### Zweiter Weltkrieg
Im Herbst 1940 wurde der Tonsender entfernt und für militärische Zwecke eingesetzt. Gegen Kriegsende waren auf dem Großen Feldberg Störsender installiert, welche die Kommunikations- und Navigationstechnik feindlicher Flugzeuge stören sollten. Am 8. März 1945 wurde der Fernmeldeturm neben dem Feldberghof durch Bombenangriffe größtenteils zerstört.

### Nachkriegszeit
Nach Kriegsende wurde die Turmruine von den amerikanischen Streitkräften beschlagnahmt und für den Richtfunk genutzt. 1947 zogen die amerikanischen Streitkräfte vom Großen Feldberg ab und die Deutsche Post übernahm daraufhin die Ruine. 1948 entstand im noch stehenden Sockel die zentrale Richtfunkstation im Fernsprechnetz der drei westlichen Besatzungszonen.

### Wiederaufbau
Der Wiederaufbau begann am 22. Mai 1950. Hierbei wurden der noch stehende 21,2 m hohe, fünfstöckige Stahlbetonsockel wiederverwendet. Auf diesen wurde – im Unterschied zur Vorkriegsausführung – eine 17,65 m hohe auskragende Stahlkonstruktion mit fünf Geschossen gesetzt. Diese wiederum trägt eine 30,28 m hohe Holzkonstruktion mit neun Stockwerken, so dass sich für den Turm (ohne die auf der Spitze montierte UHF-Antenne) eine Höhe von 69,13 m ergibt. Da in diesen Stockwerken zahlreiche Richtfunkantennen aufgestellt wurden, mussten alle Verbindungselemente des Holzoberbaus metallfrei hergestellt werden. Sie wurden als verkeilte Pressholz-Stabdübel ausgeführt.

### Fernsehturm

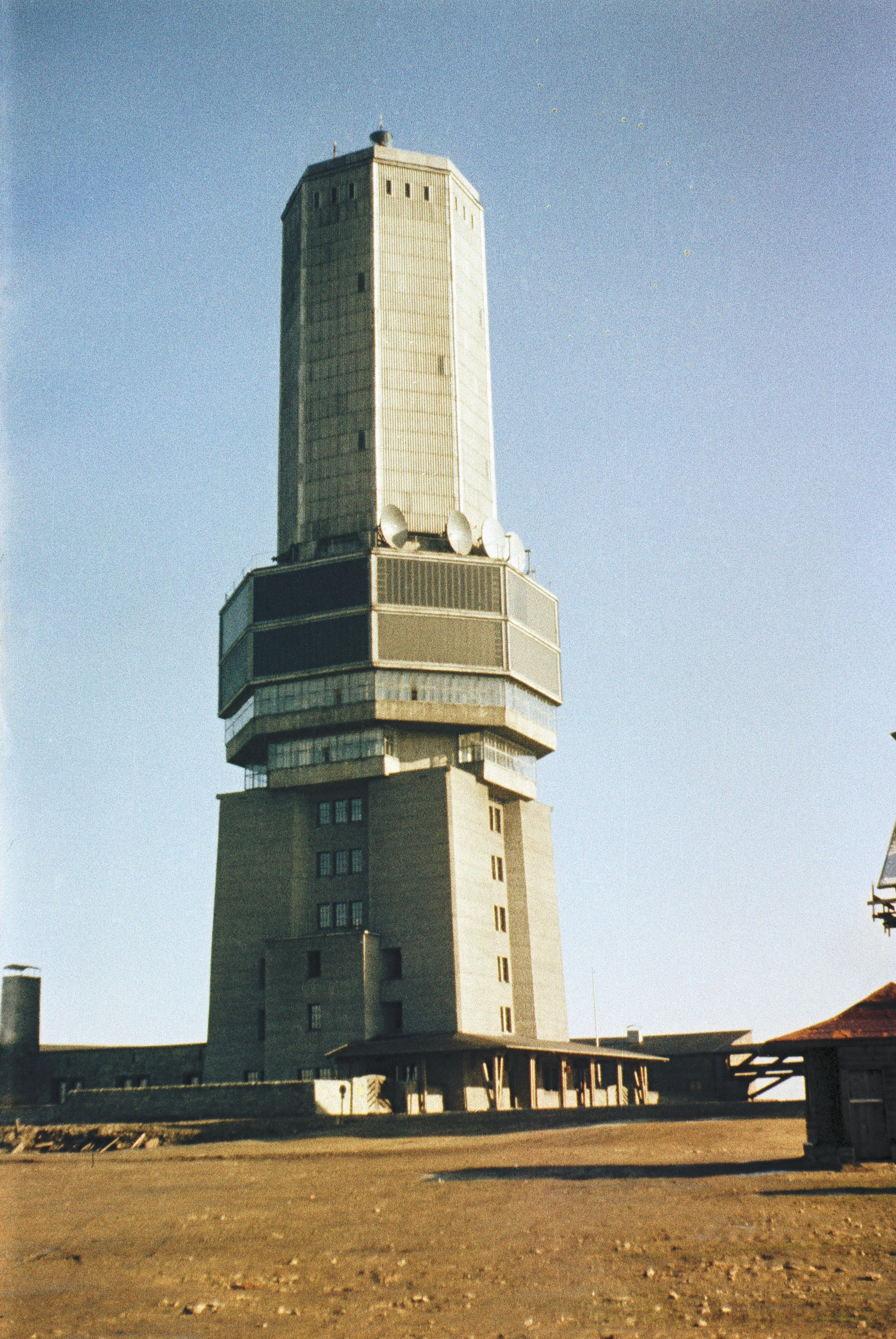
Fernmeldeturm im Jahr 1953

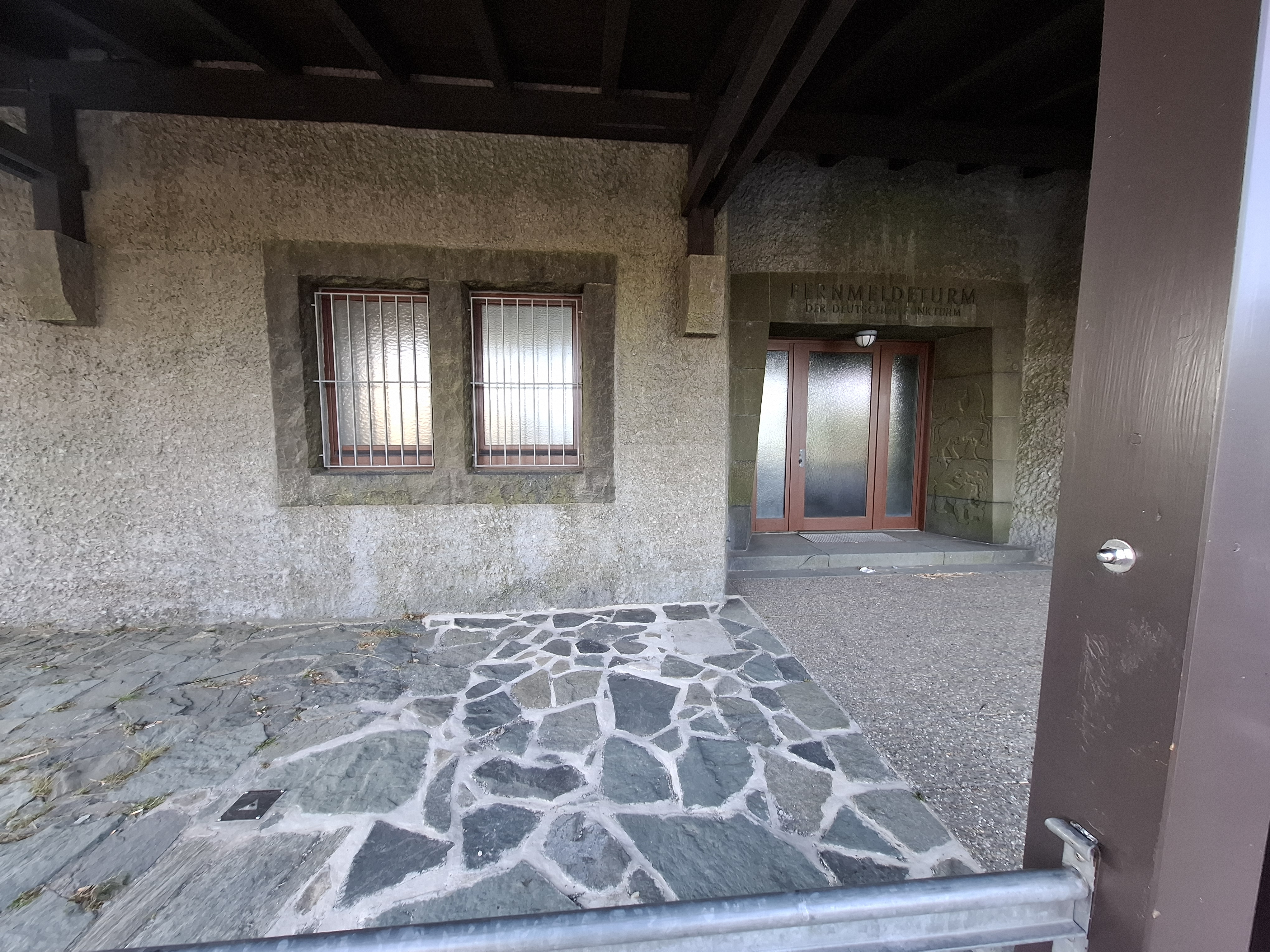
Eingangsbereich des Felnmeldeturm mit Triangulationspunkt

Die Fernseh-Funkbrücke Hamburg-Hannover-Köln-Frankfurt-Stuttgart-München-Wendelstein, welche die Deutsche Bundespost mit den von Telefunken und Lorenz neu entwickelten FREDA-Richtfunkgeräten (Frequenzmodulierte Dezimeterwellen-Anlage) aufbaute, war im Mai 1953 mit dem Teilabschnitt Köln-Ölberg-Feldberg um ein weiteres Stück erweitert worden. Damit konnte ab dem 29. Mai 1953 auch der 10-kW-Fernsehsender auf dem Feldberg das bereits seit Dezember 1952 vom NWDR in Hamburg bzw. Köln produzierte Fernsehprogramm ausstrahlen. Ab September 1953 war hier die Schaltzentrale zur technischen Zusammenführung von Programmteilen und Verteilung der Signale untergebracht, bis am 29. Juni 1972 der ARD-Stern diese Aufgabe übernahm. Der Gebäudekomplex kann normalerweise nicht besichtigt werden.

### Heute
Die meisten der Richtfunkantennen sind als Folge des technischen Fortschrittes der Übertragungstechnik überflüssig und mittlerweile abgebaut worden. 1987 wurde die Anlage unter Denkmalschutz gestellt. Die Ausstrahlung von Rundfunk und Fernsehen wurde ab 2004 durch den neuen Sendemasten des Hessischen Rundfunks in digitaler Technik durchgeführt. Im März 2007 wurde die alte, etwa 14 m hohe, UKW-Radio- bzw. UHF-TV-Sendeanlage von T-Systems abmontiert. Mit der Umstellung auf DVB-T – die neue Antenne wurde am hr-Sendemast montiert – war sie durch die Drehung der Polarisationsebene nutzlos geworden. Die Änderung war mit dem Denkmalschutz abgesprochen und genehmigt. Während der Taunus Touristik Service e. V. (Verein zur Förderung des Tourismus) die Änderung bedauerte, waren die Meinungen verschiedener Leserbriefe, zu denen die Taunus-Zeitung aufgefordert hatte, sowohl für eine Wiedererrichtung einer Antenne (oder zumindest einer ähnlichen Spitze), als auch dagegen. Die Antenne ersetzte auf dem Sender Donaueschingen eine ältere und ging als DVB-T-Sender in Betrieb.

## Denkmalschutz

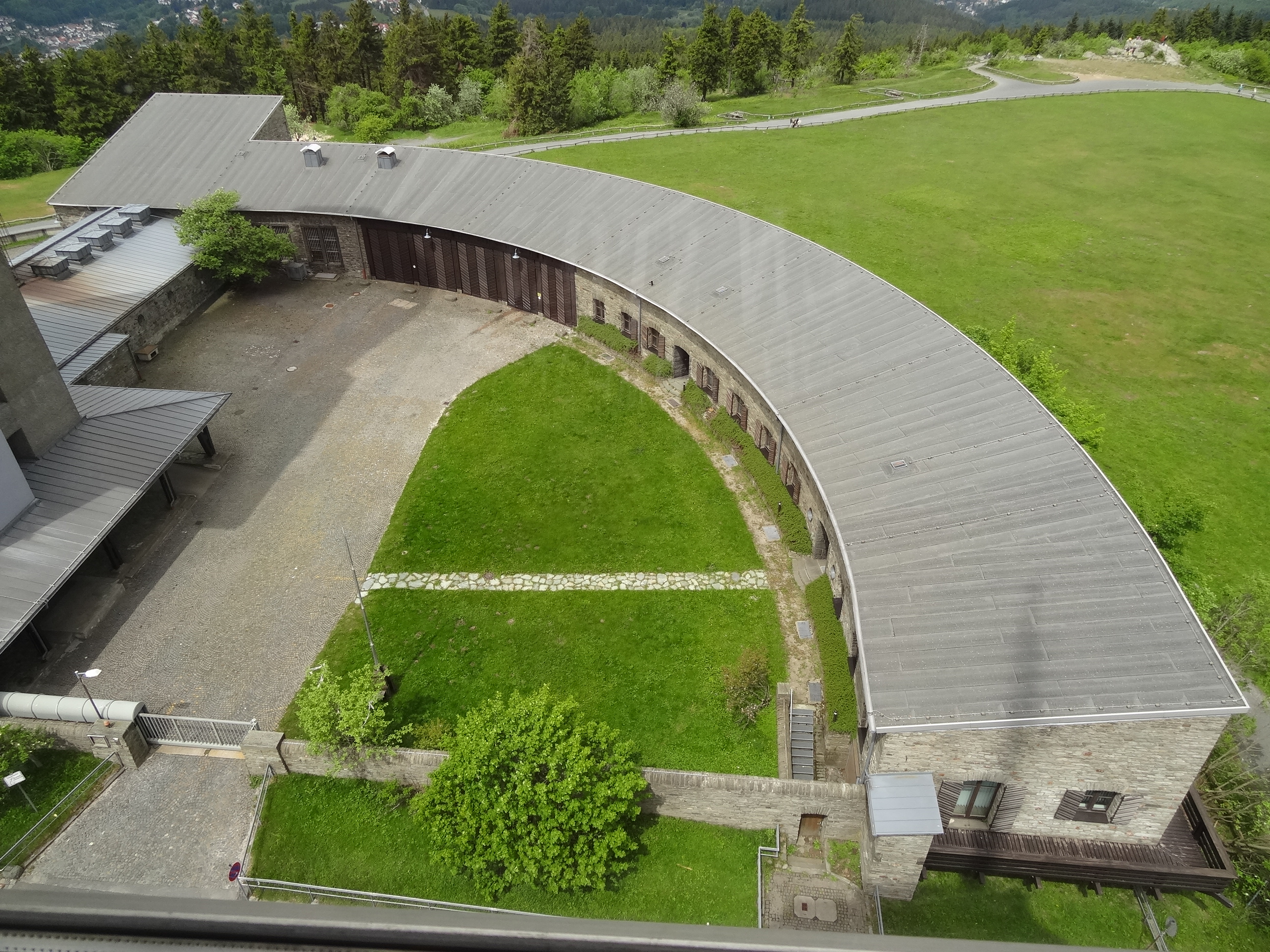
Rundbau in Viertelkreisanordnung 2015

Der gesamte Gebäudekomplex wurde 1987 durch das Hessische Amt für Denkmalschutz geschützt. Das Erdgeschoss des Turms inkl. Ehrenhalle und die Nebengebäude sind im originalen Zustand erhalten.

## Besitzverhältnisse
Die Deutsche Funkturm, eine Tochtergesellschaft der Deutschen Telekom, ist Eigentümerin des Turmes, betrieben wird er durch die T-Systems, ebenfalls eine Tochter der Deutschen Telekom.

## Rundfunk und Fernsehen
Von hier wurden bis zum 29. Mai 2006 Hit Radio FFH (105,9 MHz mit 100 kW) und AFN (98,7 MHz mit 60 kW) im Radiobereich in Rundstrahlung in horizontaler Polarisation sowie ZDF (Kanal 34 mit 500 kW) und hr Fernsehen (Kanal 54 mit 500 kW) ebenfalls in Rundstrahlung horizontal polarisiert ausgestrahlt.
Die beiden UKW-Programme werden heute vom Rohrmast abgestrahlt, wobei 2017 die Frequenz des AFN an den Deutschlandfunk übergeben wurde, während die Fernsehprogramme auf DVB-T umgestellt wurden.